# Мистранджело, Альфонсо Мария
Альфонсо Мария Мистранджело (итал. Alfonso Maria Mistrangelo; 26 апреля 1852, Савона, Сардинское королевство — 7 ноября 1930, Флоренция, королевство Италия) — итальянский кардинал, пиарист. Епископ Понтремоли с 16 января 1896 по 19 июня 1899. Архиепископ Флоренции с 19 июня 1899 по 7 ноября 1930. Кардинал-священник с 6 декабря 1915, с титулом церкви Санта-Мария-дельи-Анджели-э-деи-Мартири с 9 декабря 1915.